# Laura Harring
Pour les articles homonymes, voir Harring.
Laura Harring, parfois Laura Elena Harring /ˈlɔɹə ˈɛlənə ˈhɑɹɪŋ/, est une actrice mexico-américaine, née le 3 mars 1964 à Los Mochis (État de Sinaloa, Mexique).

## Biographie

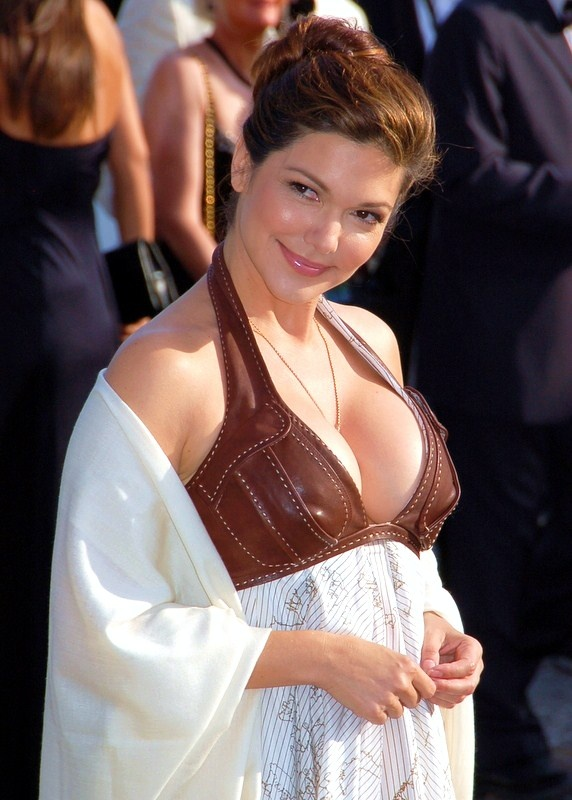
Laura Harring au Festival de Cannes 2008.

### Origines et jeunesse
Laura Harring naît sous le nom d'état civil de Laura Helena Herring-Martinez,, le 3 mars 1964 à Los Mochis (État de Sinaloa) au Mexique.
Son père, Raymond Herring, est d'origine austro-allemande et sa mère est Mexicaine. Son père exerce le métier de fermier biologique. Le couple se sépare en 1971, lorsque Laura a 7 ans.
Laura Harring vit les dix premières années de sa vie au Mexique puis elle déménage à San Antonio, au Texas, où sa mère se remarie à un Cubain. À l’âge de 12 ans, elle est victime d'une légère blessure à la tête due à une balle perdue lors d'un échange de tirs entre deux voitures qui suivaient celle dans laquelle elle se trouvait avec sa famille,.
À 16 ans, elle convainc sa famille d'aller poursuivre ses études en Suisse, à l’Aiglon College, dans le canton de Vaud.
Elle voyage un peu après son diplôme et est même pendant un mois travailleuse sociale en Inde,.
Elle retourne ensuite au Texas, s'installe à El Paso, et commence à participer à des concours de beauté.

### Miss USA et retour en Europe
En 1985, Laura Herring est élue Miss USA. Elle est la première Hispanique à gagner ce titre,.
Elle se marie en 1987 avec Carl-Eduard von Bismarck-Schönhausen,  un comte allemand descendant d'Otto von Bismarck, et va le rejoindre en Allemagne.
Elle étudie alors le théâtre à London Academy of Performing Arts (en), où elle se forme à la commedia dell'arte, ainsi qu'aux danses latines et au tango argentin.
Après son divorce en 1989, elle revient aux États-Unis en espérant commencer une carrière d’actrice.

### Carrière d’actrice à la télévision et au cinéma
Laura Harring débute dans le métier d'actrice vers la fin des années 1980 sous différents pseudonymes : « Laura Elena Harring », « Laura Martínez Harring », « Laura Herring » ou « Laura Elena Herring » (ce dernier étant le plus proche de son nom de naissance).
Après un petit rôle dans un téléfilm en 1987, The Alamo: 13 Days to Glory (en), elle obtient un premier rôle au cinéma en 1989 dans Douce nuit, sanglante nuit 3 : Coma dépassé de Monte Hellman. Pendant les sept années suivantes, elle joue des rôles mineurs au cinéma ou à la télévision, dont une saison de Hôpital central.
En 1997, sa participation à la série Sunset Beach dans le rôle de l'agent Paula Stevens lui accorde enfin une notoriété limitée. Puis son rôle dans Mulholland Drive en 2001, sous la direction de David Lynch, lui permet d'obtenir la reconnaissance de ses pairs et du public. Cette prestation lui vaut la remise en 2002 de l'ALMA Award de la meilleure actrice dans un film de cinéma.
Après ce succès, elle apparaît en 2002 au côté de Denzel Washington dans John Q, réalisé par Nick Cassavetes, puis dans Point d'impact avec Jean-Claude Van Damme, et en 2003 dans Willard avec Crispin Glover. En 2004, on la voit dans The Punisher, avec John Travolta, et dans Return to Babylon, avec Tippi Hedren et Maria Conchita Alonso. 

### Vie privée
De février 1987 à 1989, Laura Harring est mariée au comte allemand Carl-Eduard von Bismarck-Schönhausen, arrière-arrière-petit-fils du chancelier impérial Otto von Bismarck, et vit en Allemagne dans son château.
Après le divorce, Laura Harring a la possibilité de garder le titre de courtoisie de comtesse von Bismarck-Schönhausen,. Mais elle s'en soucie peu car elle a souhaité abandonner le mode de vie de la noblesse allemande pour entamer une carrière professionnelle d'actrice.

## Filmographie

### Cinéma

#### Longs métrages
- 1989 : Douce nuit, sanglante nuit 3 : Coma dépassé (Silent Night, Deadly Night 3: Better Watch Out!) de Monte Hellman : Jerri
- 1990 : La lambada, la danse interdite (The Forbidden Dance) de Greydon Clark : Nisa
- 1991 : Dead Women in Lingerie d'Erica Fox : Marcia
- 1994 : Club Eden : L'Île aux fantasmes (Exit to Eden) de Garry Marshall : M. C. Kindra
- 1997 : Hoover Park de Rod S. Scott
- 2000 : Little Nicky de Steven Brill : Mme Dunleavy
- 2001 : Final Payback d'Art Camacho : Gina Carrillo

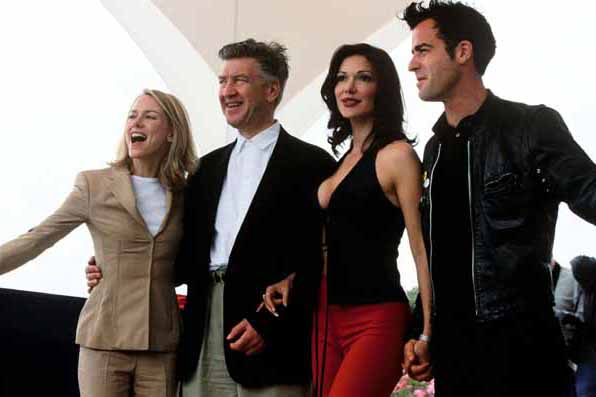
L'équipe de Mulholland Drive au Festival de Cannes 2001 avec, de gauche à droite, Naomi Watts, David Lynch, Laura Harring et Justin Theroux.

- 2001 : Mulholland Drive de David Lynch : Rita
- 2002 : John Q de Nick Cassavetes : Gina Palumbo
- 2002 : Point d'impact (Derailed) de Bob Misiorowski : Galina Konstantin
- 2003 : Willard de Glen Morgan : Cathryn
- 2003 : Mi Casa, Su Casa de Bryan Lewis : Catalina
- 2003 : La Dernière Cible (The Poet) de Paul Hills : Paula
- 2004 : The Punisher de Jonathan Hensleigh : Livia Saint
- 2005 : All Souls Day: Dia de los Muertos (en) de Jeremy Kasten : Martia
- 2005 : The King de James Marsh : Twyla
- 2006 : Inland Empire de David Lynch : Jane Rabbit
- 2007 : Ghost Son de Lamberto Bava : Stacey
- 2007 : Nancy Drew d'Andrew Fleming : Dehlia Draycott
- 2008 : L'Amour aux temps du choléra (Love in the Time of Cholera) de Mike Newell : Sara Noriega
- 2008 : One Missed Call d'Éric Valette : la mère de Beth (non créditée)
- 2008 : The Caller de Richard Ledes : Eileen
- 2009 : Drool (en) de Nancy Kissam : Anora Fleece
- 2010 : Kluge de Luis Barone
- 2013 : Return to Babylon d'Alex Monty Canawati : Alla Nazimova
- 2014 : Sex Ed (en) d'Isaac Feder : Lupe
- 2016 : Love Kills de Felix Limardo
- 2016 : Ice Scream de Roberto De Feo et Vito Palumbo : Wendy
- 2016 : The Loner de Daniel Grove : Lola
- 2016 : Inside de Miguel Ángel Vivas : la femme
- 2016 : The Thinning de Michael J. Gallagher : Georgina Preston
- 2017 : Taco Shop de Joaquin Perea
- 2022 : Father of the Bride de Gary Alazraki : Marcela Castillo

#### Courts métrages
- 2001 : Feather Pimento de Kevin Jordan : la femme en rouge
- 2002 : Rabbits de David Lynch : Jane
- 2014 : Elwood de Louis Mandylor : Julie Jacobs

### Télévision

#### Séries télévisées
- 1990-1991 : Hôpital central (General Hospital) : Carla Greco (douze épisodes)
- 1992 : Alerte à Malibu (Baywatch) : la princesse Catherine Randenberg (épisode Princess of Tides)
- 1993 : Petite Fleur (Blossom) : une nurse (épisode The Fifty-Minute Hour)
- 1995-1996 : Les Nouvelles Aventures de Flipper le dauphin (Flipper: The New Adventures) : Garcia (trois épisodes)
- 1996 : Les Dessous de Palm Beach (Silk Stalkings) : Paula Houston (saison 5, épisode 20)
- 1996 : Un privé à Malibu (Baywatch Nights) : Charlotte McBride
- 1997 : Sunset Beach : Paula Stevens (141 épisodes)
- 1997 : California : Christina Guevara
- 1998 : Frasier : Rebecca Wendell
- 1999 : Les Dessous de Palm Beach (Silk Stalkings) : Yvette (saison 8, épisode 17)
- 2001 : Black Scorpion : Ariana (épisode Out of Thin Air)
- 2003 : New York, unité spéciale (Law & Order: Spécial Victim Unit) : Joan Quentin (saison 4, épisode 24)
- 2006 : The Shield : Rebecca Doyle (huit épisodes)
- 2009 : Gossip Girl : Elizabeth Fischer, la mère de Chuck (cinq épisodes)
- 2010 : New York, section criminelle (Law and Order: Criminal Intent) : Marta Caldera (saison 9, épisode 12)
- 2012 : NCIS : Los Angeles : Julia Feldman, la mère de l'agent spécial Kensi Blye (saison 3, épisode 17)
- 2015 : Chasing Life : Olivia Ortiz (quatre épisodes)

#### Téléfilms
- 1987 : The Alamo: 13 Days to Glory (en) de Burt Kennedy : la jeune épouse d'Antonio López de Santa Anna
- 1988 : Desperado: Avalanche at River's Bridge de Richard Compton (en) : Alice
- 1993 : Rio Diablo de Rod Hardy : Maria Benjamin
- 1995 : Empire : Gabriella Cochrane
- 1997 : Black Scorpion 2 (Black Scorpion II: Aftershock) de Jonathan Winfrey : Babette
- 2000 : Elian, une affaire d'état (A Family in Crisis: The Elian Gonzales Story) de Christopher Leitch : Marisleysis Gonzales
- 2006 : Walkout (en) d'Edward James Olmos : Francis Crisostomo
- 2007 : Deux Mobiles pour un meurtre (My Neighbour's Keeper) de Walter Klenhard (en) : Kate Powell

## Voix françaises
En France
| - Nathalie Régnier dans : - Alerte à Malibu (1992) (série télévisée) - Les Nouvelles Aventures de Flipper le dauphin (1995) (série télévisée) - Sunset Beach (1997) (série télévisée) - La Dernière cible (2003) - Deux mobiles pour un meurtre (2007) (téléfilm) - Martine Irzenski dans : - La lambada, la danse interdite (1990) - Walkout (2006) (téléfilm) - Brigitte Aubry dans : - The Shield (2002-2008) (série télévisée) - Gossip Girl (2007-2012) (série télévisée) - Sandy Ouvrier dans Mulholland Drive (2001) - Catherine Hamilty dans Willard (2003) - Claudine Grémy dans The Punisher (2004) - Danièle Douet dans The King (2005) - Laurence Bréheret dans Nancy Drew (2007) |